# Lillesjön (Lannaskede socken, Småland, 636249-144386)
Lillesjön är en sjö i Vetlanda kommun i Småland och ingår i Emåns huvudavrinningsområde.